# Fuori campo (cinema)
Nel cinema si intende per fuori campo tutto ciò che accade fuori del campo visivo del quadro ma è presente nell'immaginario spazio adiacente (al set). Il fuori campo viene spesso descritto, tramite le tecniche cinematografiche, in maniera che possa essere immaginato e ricreato dalla fantasia dello spettatore.
Per ciò che riguarda il sonoro, il fuoricampo riguarda quei suoni acusmatici (di cui non si individua visivamente la fonte) che vengono originati nel "piano di realtà" della narrazione, ovvero quei suoni che sono udibili anche dai personaggi. Il sonoro udibile dai personaggi, che siano voci, rumori o musica, si dice diegetico.
La musica "extra-scenica" che si sovrappone talvolta alle immagini, quando non ne viene visualizzata la fonte e non viene avvertita dai personaggi, non riguarda il fuori campo bensì una zona ancora più esterna. Tale sonoro può definirsi acusmatico ma non diegetico.
Vi è un equivoco nella traduzione con i termini tecnici inglesi, infatti il codice anglosassone prevede:
| Denominazione      | Caratteristiche            | Esempio                                                           | Esempio di utilizzo |
| ------------------ | -------------------------- | ----------------------------------------------------------------- | --- |
| "off-screen sound" | acusmatico e diegetico     | Un rumore udibile dai personaggi di cui non si individua la fonte | Nel film C'era una volta il West l'arrivo della locomotiva, atteso da tre sgherri, è annunciato a lungo dal suo rumore, ma sulle rotaie non si vede. |
| "voice-over"       | extra-diegetico            | La voce narrante di un qualsiasi film.                            | |
| "extra-diegetic"   | acusmatico e non diegetico | La musica che accompagna l'azione ma non è udita dai personaggi   | musica dei film western per accompagnare la scena.                                                                                                   |

Il codice di uso comune in Italia, mescolando maldestramente italiano e inglese, prevede:
- la denominazione fuori campo per il sonoro acusmatico e diegetico;
- la denominazione "off-screen" o "extra-diegetico" per il sonoro acusmatico e non diegetico.

Il fuori campo viene abbreviato in f.c., l'off-screen in "off", e per definire particolari interni al quadro si utilizza "in".
Un'analisi dettagliata dell'uso espressivo del fuori campo, dedicata all'inizio del film di Fritz Lang, M - Il mostro di Düsseldorf, si trova nel libro di Gianni Rondolino e Dario Tomasi, Manuale del film.